# فرودگاه ریو دوآگوا دو ویدا
 فرودگاه ریو دوآگوا دو ویدا (به انگلیسی: Río de Agua de Vida Airstrip) یک فرودگاه خصوصی است که یک باند فرود خاک دارد و طول باند آن ۶۹۴ متر است. این فرودگاه در کشور مکزیک قرار دارد و در ارتفاع ۱۰۳ متری از سطح دریا واقع شده است.